# Sondestab Ingvar
Sonderstab „Ingvar” (ros. Штaб „Ингвaр”) – organ wywiadowczy Abwehry złożony z Białych Rosjan pod koniec II wojny światowej
Sonderstab „Ingvar” został utworzony przez Niemców na pocz. 1944 r. w okupowanym Mińsku. Działał pod przykryciem firmy budowlanej „Erbauer”. Do jego zadań należało zwalczanie sowieckiego ruchu partyzanckiego i przygotowywanie kadr dla powstania narodowego na tyłach Armii Czerwonej. Na czele organu stanął działacz Narodowego Związku Pracujących (NTS) Igor L. Jung. W skład sztabu wchodziły:
- Oddział I Wywiadowczy – szef Aleksiej N. Radziewicz (Rodziewicz),
- Oddział II Kontrwywiadowczy – zajmował się zbieraniem informacji o nastrojach ludności cywilnej i działalności białoruskich organizacji narodowych (Aleksiej G. Dienisienko, Sokołowski, Wiszenko i Bogatyriew),
- Oddział III Gospodarczy – m.in. zdobywał środki finansowe na działalność (szef – Pawieł N. Zielenski, ponadto Jurij W. Izmiestiew i Kondyriew),
- Oddział IV – szef Cukanow,
- Oddział V Kadr – szef Iwan A. Zalesski.

Rezydentury organu znajdowały się w Baranowiczach i Borysowie. W czerwcu 1944 r., w wyniku ofensywy Armii Czerwonej, większość członków Sondestab „Ingvar” przyłączyła się do Rosyjskiej Narodowej Armii Ludowej (RONA) i uszła na zachód.